# Belize Rural North
Belize Rural North – jednomandatowy okręg wyborczy w wyborach do Izby Reprezentantów, niższej izby parlamentu Belize. Obecnym reprezentantem tego okręgu jest polityk Zjednoczonej Partii Demokratycznej Edmond Castro.
Okręg Belize Rural North znajduje się dystrykcie Belize w północno-wschodniej części kraju
Utworzony został w roku: 1961.

## Posłowie
| Rok   | Poseł           |  | Partia |
| ----- | --------------- |  | ------ |
| 1984  | Sam Rhaburn     |  | UDP    |
| 1989  | Sam Rhaburn     |  | UDP    |
| 1993  | Maxwell Samuels |  | PUP    |
| 1998  | Maxwell Samuels |  | PUP    |
| 2003  | Maxwell Samuels |  | PUP    |
| 2008. | Maxwell Samuels |  | PUP    |
| 2012  | Edmond Castro   |  | UDP    |